# Bujak (Mazovie)
Pour les articles homonymes, voir Bujak.
Bujak (prononciation : [ˈbujak]) est un village polonais de la gmina de Skaryszew dans le powiat de Radom de la voïvodie de Mazovie dans le centre-est de la Pologne.
Il se situe à environ 7 kilomètres au sud de Skaryszew (siège de la gmina), 19 kilomètres au sud-est de Radom (siège de le powiat) et à 109 kilomètres au sud de Varsovie (capitale de la Pologne).

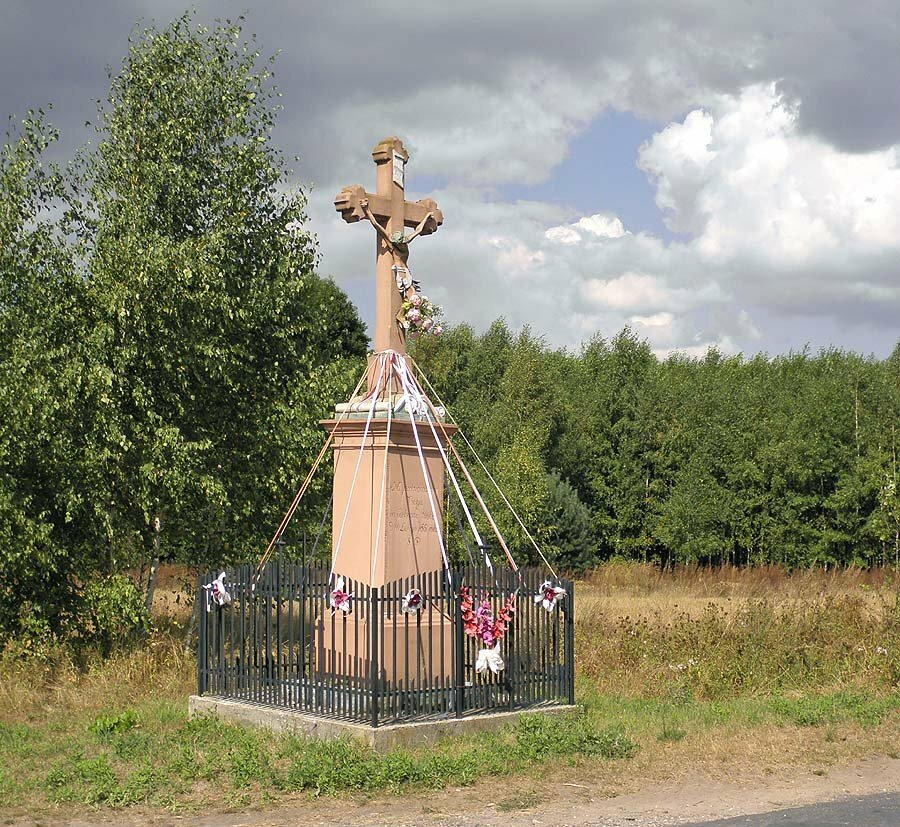
Croix à Bujak

## Histoire
De 1975 à 1998, le village appartenait administrativement à la voïvodie de Radom.